# Flashlight (singel DJ-a Fresha)
Flashlight – piosenka brytyjskiej piosenkarki i kompozytorki Ellie Goulding w duecie z DJ-em i producentem DJ fresh. Utwór został wydany jako singiel 28 września 2014 w Wielkiej Brytanii. Oryginalnie piosenka pojawiła się na reedycji drugiego studyjnego albumu Goulding Halcyon (2013) – Halcyon Days (2014). W wywiadzie z Capita FM 9 lutego 2014 DJ Fresh powiedział, iż Ellie Goulding nagrała wraz z nim nową wersję Flashlight, który zostanie wydany na singlu w 2014 roku. 

## Lista utworów
| Digital download | Digital download          | Digital download |
| Nr               | Tytuł utworu              | Długość          |
| ---------------- | ------------------------- | ---------------- |
| 1.               | „Flashlight (radio edit)” | 3:38             |
|                  |                           | 3:38             |

| Digital download - Remixes (minialbum) | Digital download - Remixes (minialbum) | Digital download - Remixes (minialbum) |
| Nr                                     | Tytuł utworu                           | Długość                                |
| -------------------------------------- | -------------------------------------- | -------------------------------------- |
| 1.                                     | „Flashlight (radio edit)”              | 3:38                                   |
| 2.                                     | „Flashlight (Metrik remix”             | 4:41                                   |
| 3.                                     | „Flashlight (Jack Beats '4AM' remix)”  | 5:31                                   |
| 4.                                     | „Flashlight (Cahill remix)”            | 6:59                                   |
| 5.                                     | „Flashlight (Tazer remix)”             | 5:29                                   |
|                                        |                                        | 26:18                                  |

## Notowania

### Tygodniowe
| Terytorium      | Notowanie                            | Pozycja | Źr.   |
| --------------- | ------------------------------------ | ------- | ----- |
| Belgia          | Ultratop 50 Singles (Flandria)       | 21      | [ 4 ] |
| Belgia          | Dance (Flandria)                     | 17      | [ 4 ] |
| Szkocja         | Scottish Singles Sales Chart Top 100 | 36      | [ 5 ] |
| Wielka Brytania | UK Singles Chart                     | 47      | [ 6 ] |
| Wielka Brytania | UK Indie Chart                       | 1       | [ 7 ] |

## Historia wydania
| Obszar          | Data                | Format                      | Wersja  | Wytwórnia                            | Źr.    |
| --------------- | ------------------- | --------------------------- | ------- | ------------------------------------ | ------ |
| Belgia          | 6 października 2014 | digital download, streaming | Remixes | La Musique, Ministry of Sound        | [ 8 ]  |
| Polska          | 2 października 2014 | digital download, streaming | Remixes | Magic Records                        | [ 9 ]  |
| Cały świat      | 2 października 2014 | digital download, streaming | Remixes | Magic Records                        | [ 10 ] |
| Wielka Brytania | 26 września 2014    | digital download, streaming | Remixes | Ministry of Sound                    | [ 11 ] |
| Nowa Zelandia   | 1 stycznia 2014     | digital download, streaming | Remixes | Hussle Recordings, Ministry of Sound | [ 12 ] |